# Équipe de Bosnie-Herzégovine masculine de volley-ball
Cet article traite de l'équipe masculine. Pour l'équipe féminine, voir Équipe de Bosnie-Herzégovine féminine de volley-ball.
L'équipe de Bosnie-Herzégovine de volley-ball est composée des meilleurs joueurs bosniens sélectionnés par la Fédération bosnienne de volley-ball (Volleyball Federation of Bosnia-Herzegovina, VFBH). Elle est actuellement classée au 72e rang de la Fédération internationale de volley-ball au 15 janvier 2010.

## Sélection actuelle
Sélection pour les Qualifications aux championnats d'Europe de 2011.

Entraîneur : Stevic Dalibor  ; entraîneur-adjoint : Begic Nermin 